# Melanoria miranda
Melanoria miranda är en insektsart som beskrevs av Dlabola 1961. Melanoria miranda ingår i släktet Melanoria och familjen dvärgstritar. Inga underarter finns listade i Catalogue of Life.